# Cattedrale di Lima
La basilica cattedrale di San Giovanni Apostolo ed Evangelista (Catedral Basílica San Juan Apóstol y Evangelista in lingua spagnola) è la cattedrale metropolitana dell'arcidiocesi di Lima e chiesa primaziale del Perù. Il grande tempio si affaccia sulla Plaza Mayor, nel centro storico di Lima.

## Storia
Nel 1535 Francisco Pizarro pose la prima pietra della chiesa madre di Ciudad de Los Reyes (antico nome della città di Lima).

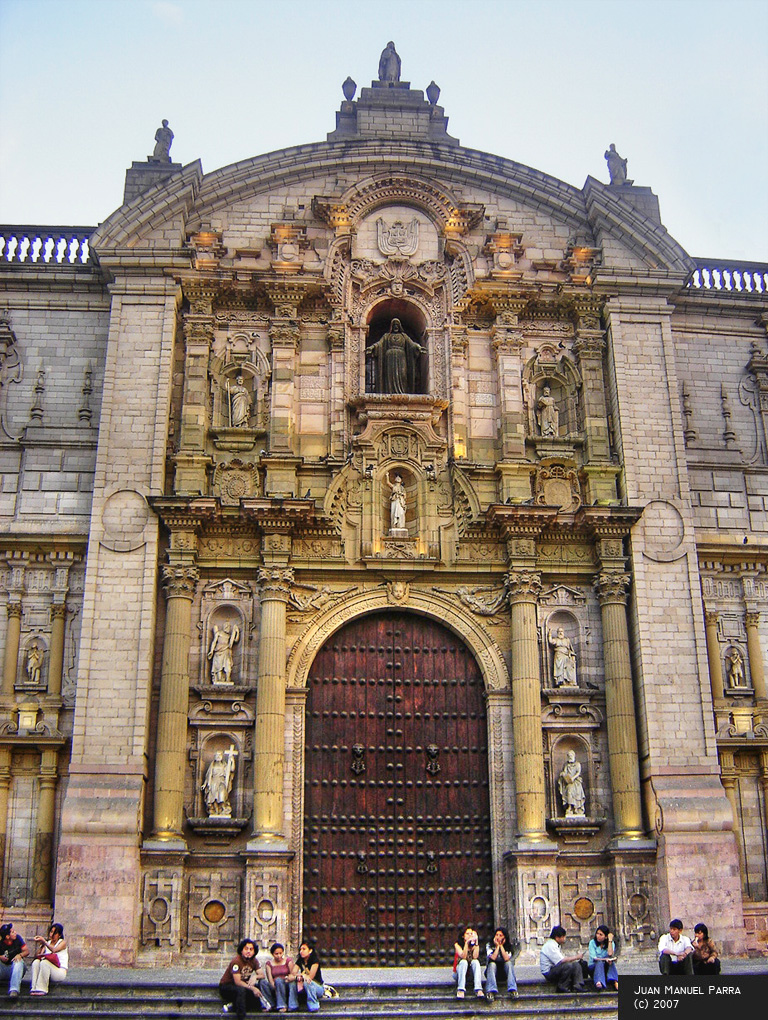
Portada del Perdón, il portale centrale della cattedrale di Lima

L'11 marzo 1540, lo stesso Pizarro, inaugura la chiesa, inizialmente dedicata alla Gloriosísima Asunción de Nuestra Señora. Nel 1541, con la costituzione della diocesi di Lima (elevata ad arcidiocesi nel 1546) da parte di papa Paolo III, la chiesa madre di Ciudad de Los Reyes diviene cattedrale, con la nuova intitolazione a san Giovanni evangelista.
Dal 1542, la cattedrale di Lima viene ampliata e restaurata diverse volte, distrutta, in seguito ai terremoti del 1609 e del 1746, e nuovamente ricostruita.
Nel 1797 terminarono i lavori di costruzione delle attuali torri campanarie. Nel XIX secolo, per lungo tempo non interessata da adeguati lavori di manutenzione, la cattedrale versava in grave stato di degrado, tanto che nel 1893 venne chiusa al culto. Gli ennesimi lavori di ricostruzione, che portarono all'aspetto attuale della chiesa, iniziarorono nel 1896 e terminarono nel 1898.
Nel 1921 la cattedrale di Lima fu insignita del titolo di Basilica minore. La chiesa è stata oggetto di restauri dopo il terremoto del 1940 e nel 2004.

## Descrizione

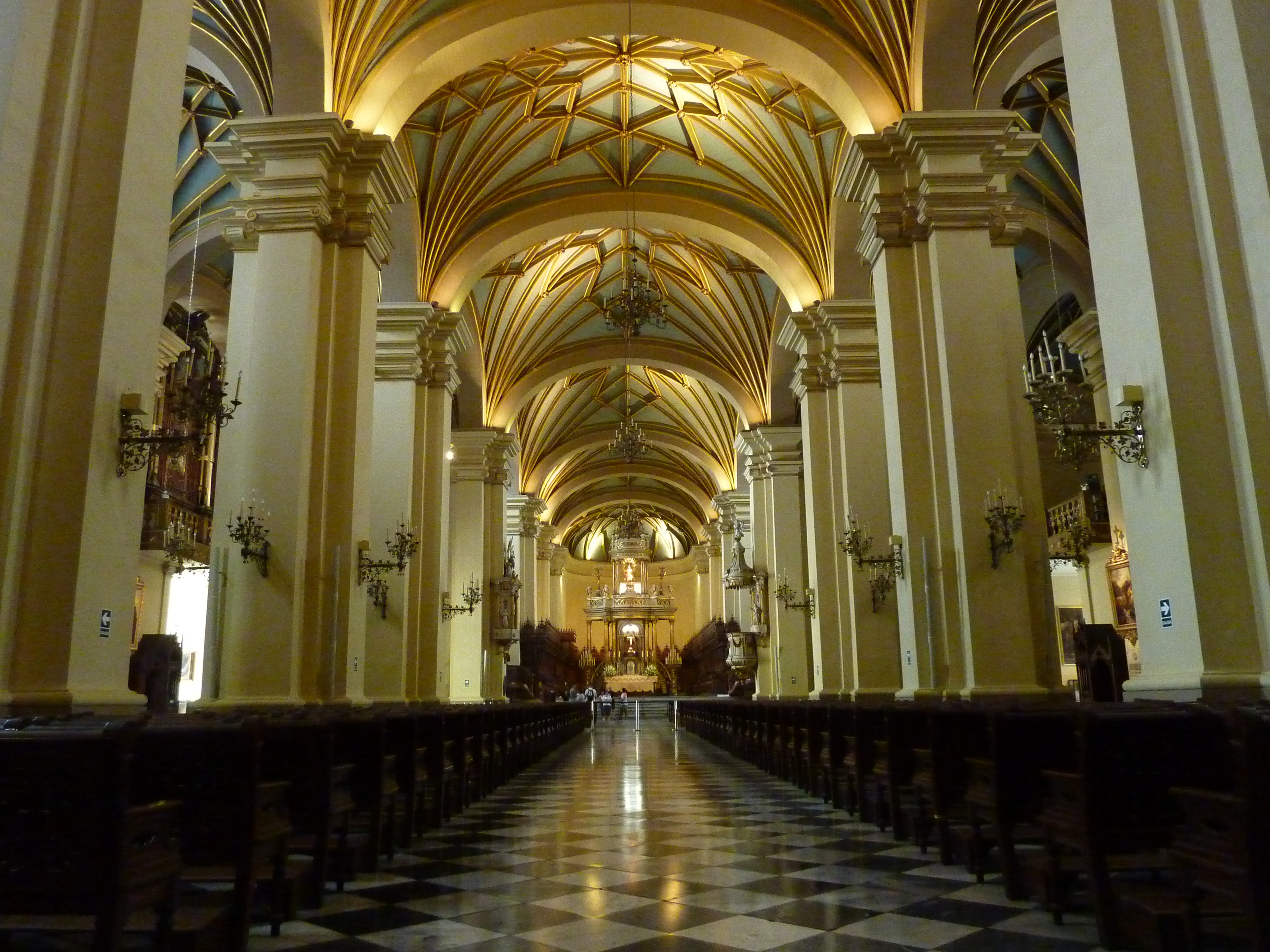
Navate

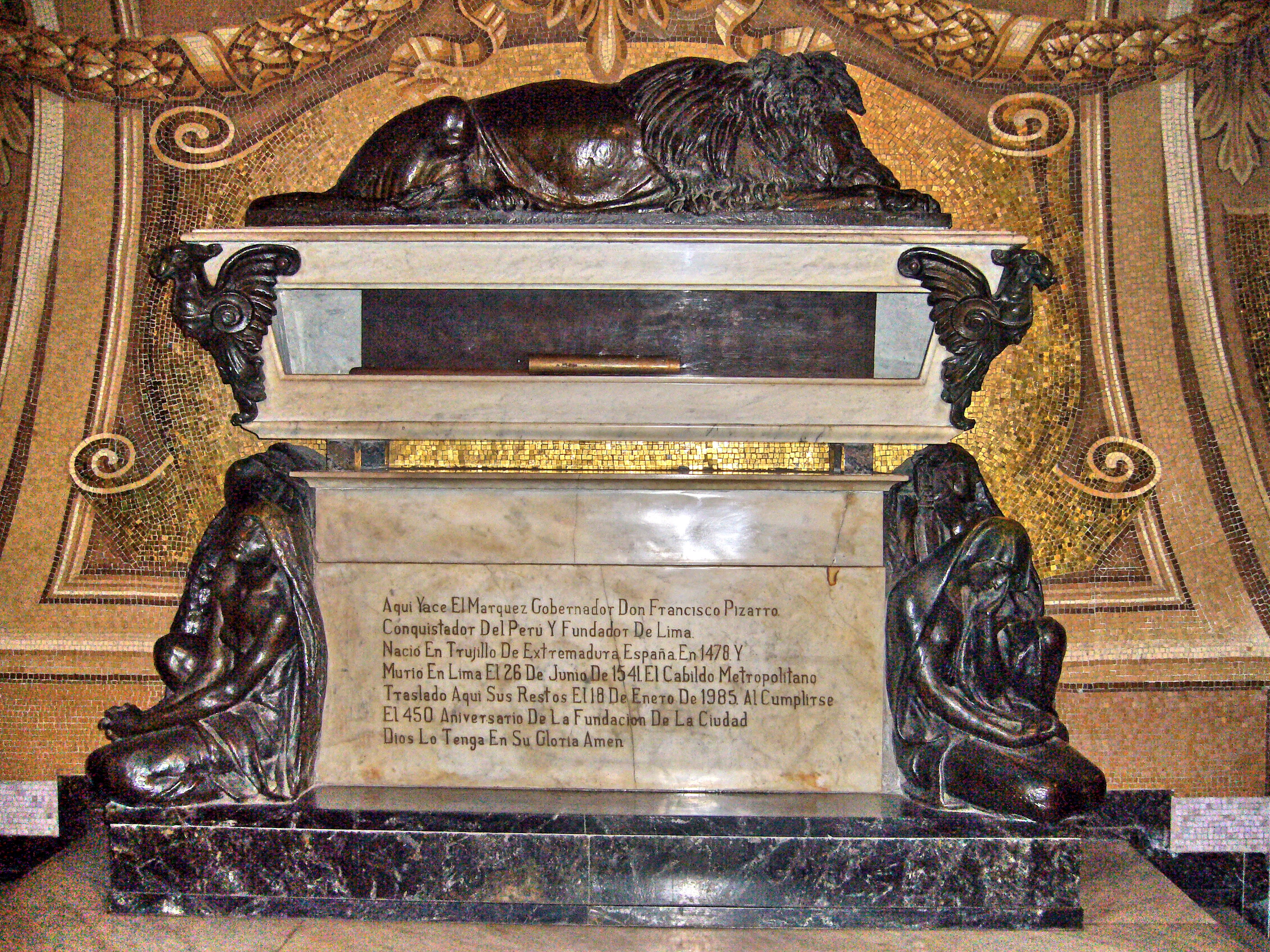
Mausoleo di Pizarro

La cattedrale di Lima anche quando si visualizza una unità architettonica è caratterizzata da diversi stili artistici, a testimonianza della diversità di gusto tra le varie fasi ed epoche costruttive, dal tardo gotico al Rinascimento e plateresco.
La facciata, tra le due torri campanarie settecentesche, presenta tre portali, di cui quello centrale, detto Portada del Perdón, è in sontuoso stile plateresco, attorniato da statue di apostoli e del Sacro Cuore. Sulla sinistra si affiancano alla cattedrale la chiesa del Sagrario e il palazzo vescovile. Le due alte torri con guglie di ardesia, è in stile neoclassico, con influenze stilistiche della scuola di "El Escorial" e Nord Europa.
L'interno è a tre navate, con cappelle laterali. Gli altari delle cappelle furono quasi tutti realizzati in stile neoclassico alla fine del XIX secolo, andando a sostituire i precedenti altari in stile barocco. Uno dei pochi antichi altari conservatisi è quello della cappella di Nostra Signora dell'Evangelizzazione (Nuestra Señora de la Evangelización), dove si conserva un simulacro in legno policromo della Vergine, dono dell'imperatore Carlo V, anticamente collocato sull'altare maggiore. La statua della Madonna reca in mano la Rosa d'Oro, con la quale venne omaggiata da Giovanni Paolo II durante la sua seconda visita a Lima, nel 1988. Questa e la prima visita del pontefice, nel 1985, sono commemorate da due targhe, collocate vicino all'ingresso.
Degni di nota, all'interno della cattedrale, sono anche il coro ligneo scolpito, del XVIII secolo, nel presbiterio e la tomba di Francisco Pizarro.